# パシフィック・セントラル駅
パシフィック・セントラル駅（Pacific Central Station）は、カナダのブリティッシュコロンビア州バンクーバーにある鉄道駅。長距離列車が発着する。

## 歴史
1919年、カナディアン・ナショナル鉄道の西のターミナル駅として開業した。1978年に旅客部門が分離され、VIA鉄道が運行を引き継いだ。

## 運行
- カナディアン： VIA鉄道のトロント行き大陸横断列車。
- アムトラック・カスケーズ：アムトラックのシアトル・ポートランド行き国際列車。

## 接続
- バスターミナルが隣接しており路線バスやグレイハウンドに乗り換えできる。

- スカイトレインのエキスポ線に乗り換えできる。